# Scsucsjei járás

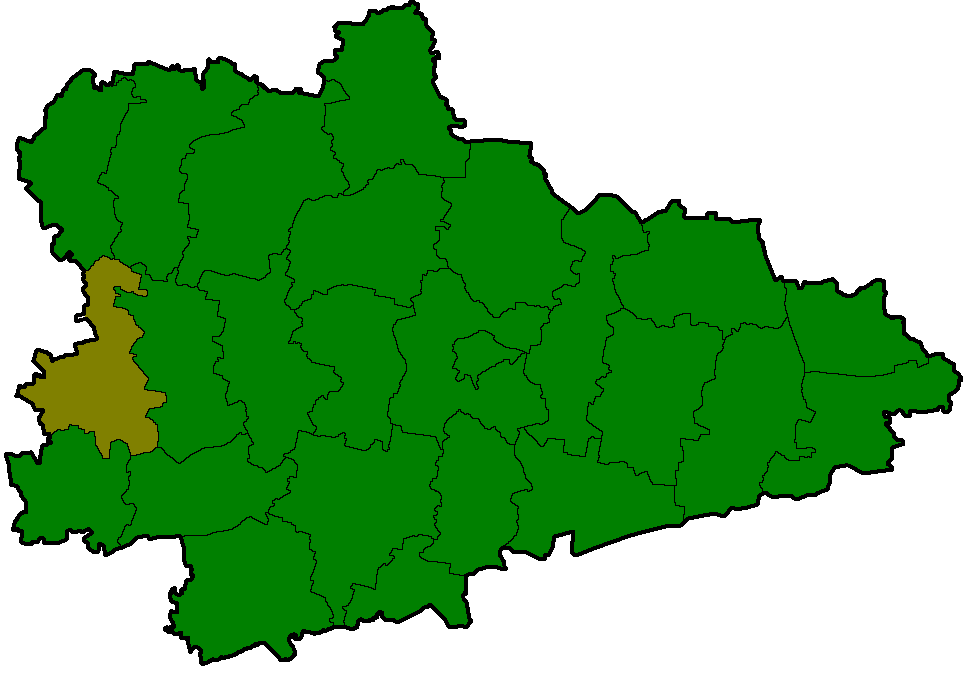
A Scsucsjei járás a Kurgani területen

A Scsucsjei járás (oroszul Щучанский район) Oroszország egyik járása a Kurgani területen. Székhelye Scsucsje.

## Népesség
- 1989-ben 30 743 lakosa volt.
- 2002-ben 26 392 lakosa volt.
- 2010-ben 23 547 lakosa volt, melyből 21 010 orosz, 896 baskír, 721 tatár, 207 örmény, 185 ukrán, 96 fehérorosz, 48 német, 42 kazah, 33 csuvas, 28 mari, 24 mordvin, 23 udmurt, 20 cigány, 19 üzbég, 18 komi, 16 moldáv, 13 tadzsik stb.